# Drugi gabinet Grovera Clevelanda
Drugi gabinet Grovera Clevelanda – powołany i zaprzysiężony w 1893, po wyborach w 1892.

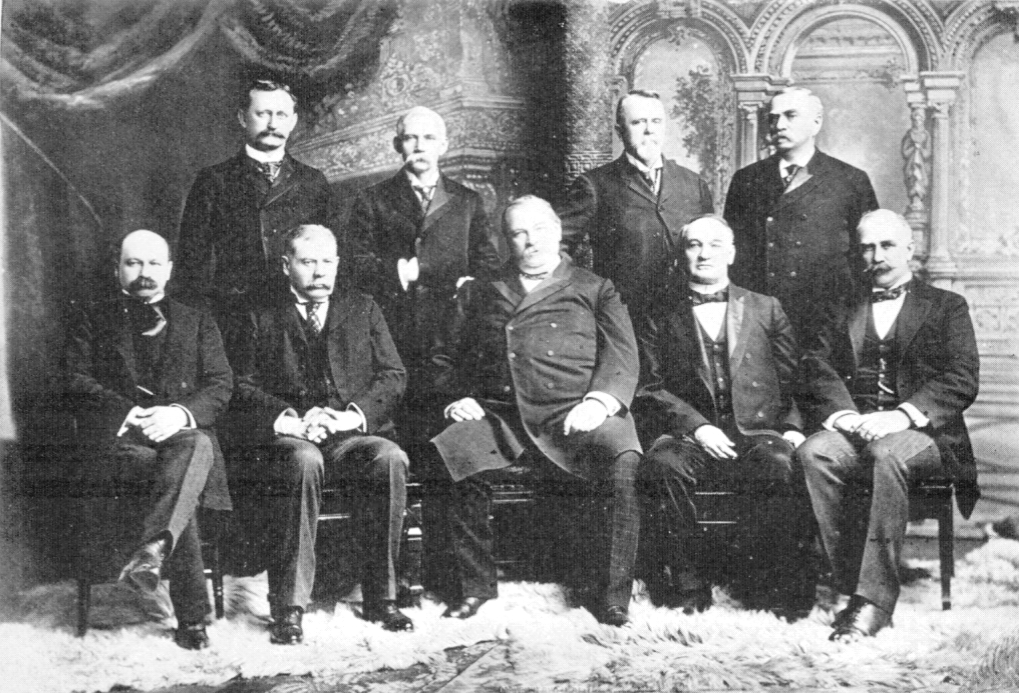
Grover Cleveland i jego drugi gabinet

| Departament/Funkcja            | Imię i nazwisko                       | Kadencja                |
| ------------------------------ | ------------------------------------- | ----------------------- |
| Prezydent                      | Grover Cleveland                      | 1893 – 1897             |
| Wiceprezydent                  | Adlai Ewing Stevenson                 | 1893 – 1897             |
| Sekretarz stanu                | Walter Q. Gresham Richard Olney       | 1893 – 1895 1895 – 1897 |
| Sekretarz skarbu               | John G. Carlisle                      | 1893 – 1897             |
| Sekretarz wojny                | Daniel S. Lamont                      | 1893 – 1897             |
| Prokurator generalny           | Richard Olney Judson Harmon           | 1893 – 1895 1895 – 1897 |
| Dyrektor Generalny Poczty      | Wilson S. Bissell William Lyne Wilson | 1893 – 1895 1895 – 1897 |
| Sekretarz marynarki            | Hilary A. Herbert                     | 1893 – 1897             |
| Sekretarz zasobów wewnętrznych | Hoke Smith David R. Francis           | 1893 – 1896 1896 – 1897 |
| Sekretarz rolnictwa            | Julius Sterling Morton                | 1893 – 1897             |